# HD 37462
HD 37462，又名CP-58 526，SAO 234037、HR 1930，是一颗恒星，视星等为6.75，位于銀經267.43，銀緯-32.74，其B1900.0坐标为赤經5h 33m 35.6s，赤緯-58° -32.74′ 3″。